# Потенциал Морзе

Вид потенциала Морзе в зависимости от расстояния между ядрами. Для сравнения показан потенциал и уровни энергии гармонического осциллятора. — главное квантовое число.

Потенциа́л Мо́рзе — функция потенциальной энергии электростатического поля, предложенная американским физиком Филиппом Морзе как приближение для энергии двухатомной молекулы.
{\displaystyle U(r)=D_{e}(1-e^{-a(r-r_{e})})^{2},}
где {\displaystyle r_{e}} — равновесное расстояние,
{\displaystyle D_{e}} — глубина потенциальной ямы.
Глубина потенциальной ямы {\displaystyle D_{e}} обычно параметризуется в виде
{\displaystyle D_{e}={\frac {(\lambda a\hbar )^{2}}{2m}}}.
Решение уравнения Шрёдингера для частицы с потенциальной энергией в форме функции потенциала Морзе выражается в виде многочленов Лагерра.